# Сабазије
Сабазије или Савазије (стгрч. Σαβάζιος [Sabázios — Сабазиос, модерно Savázios — Савазиос]) је номадски коњаник и небески бог-отац Фригијаца и Трачана. У индоевропским језицима, попут фригијског, - zios (-ије) у његовом имену потиче од dieus, заједничког прекурзора латинског deus (Бог) и грчког . Иако су Грци тумачили фригијског Сабазија као Зевса и као Диониса, увек је приказиван, чак и у римско доба, у седлу као номадски бог-коњаник, што му даје карактеристичан амблем моћи.

## Тракијски Сабазије
Могуће је да су миграционим кретањима Фригијци донели Сабазија са собом, кад су се населили у Анадолији у раном првом миленијуму пре нове ере, а да порекло Бога треба тражити у Македонији и Тракији. За недавно откривено древно светилиште, Перперикон, у данашњој Бугарској се верује да је светилиште посвећено Сабазију. Македонци су такође познати као коњаници, одгајивачи коња и коњообожаваоци до времена Филипа II, чије име значи „љубитељ коња“.
Могући рани сукоб између Сабазија и његових следбеника и древне богиње мајке Фригијаца (Сибеле) можда се огледа у Хомеровом кратком осврту на младалачке подвиге Пријама, који је помагао Фиргијце у њиховим биткама са Амазонкама. Аспект верског компромиса, слично другим таквим митским усагалашавањима широм Егејског културе, може се наћи код фригијског краља Гордија и његовом прихватању Кибеле од Миде.
Један од древних верских створења био је Лунарни Бик. Односи Сабазија са богињом могу се претпоставити по начину на који његов коњ ставља копито на главу бика, у римском мермерном рељефу у Бостонском Музеју лепих уметности. Иако римска по времену, таква представа је знатно ранијег датума.

## Бог на коњу
Неколико стела „Бога јахача“ се налази у Бурдур музеју у Турској. За време владавине римског цара Гордијаном III бог на коњу се појављује на новцу кованом у Тлосу, у суседној Ликији и на Иструсу у покрајини Доња Мезија, између Тракије и Дунава. Обично се мисли да је деда младог цара дошао из Анатолијске породице, због његовог необичног надимка, Гордије. Слика бога или хероја на коњу који се бори са змијом, коју гази његов коњ, појављује се на келтиским вотивним стубовима, а са доласком хришћанства се лако трансформише у слику Светог Ђорђа и змаја, чији најранији познати описи су из десетог и једанаестог века у Кападокији и једанаестог века у Грузији.

## Сабазије у Атини
Демостен наводи екстатичне источне обреде, које су практиковале углавном жене у Атини, из реторичких разлога ради омаловажавања свог противника Асхинса због учешћа у култним ритуалима његове мајке: 
„Након доспећа у зрело доба подржавао си своју мајку у њеним иницијацијама и другим ритуалима, и читао наглас култне списе ... Гладио си дебеле змије и махао њима изнад главе, узвикујући Euoi saboi и hues attes, attes hues.“

## Преображење у Сабазија
Сматра се да је пренос Сабазија до римског света у знатној мери посредован Пергамом. Природно синкретичан приступ грчке религије замаглио је разлике. Каснији грчки писци, као што је Страбон у првом веку нове ере, повезивао је Сабазија са Загрејом, међу фригијским министарима и учесницима светих обредима Рее и Дионијуса. Страбонов сицилијански савременик Диодор Сикул повезивао је Сабазиоса са тајном „другог“ Диониса, потомка Зевса и Персефоне, веза коју не потврђују сачувани натписи о Зевсу Сабазију. Хришћанин Климент Александријски је сматрао да су тајне мистерије Сабазија, на начин на који су их Римљани практиковали, укључивале змију, хтонско створење невезано за небеског бога Фригијаца: „Бог у недрима је препознајућа ознака сабазијских мистерија“. Климент наводи: „То је змија, која је прошла кроз груди посвећених“.
Знатно касније, византијско-грчка енциклопедија, Суда (10. век?), наводи:
„Сабазије ... је исто што и Дионис. Он је попримио овај облик из обреда који су се односи на њега; за варваре који су узвикивали баханалски узвик 'sabazein'. Стога неки од Грка следе и називају крик 'sabazmos'; тиме Дионис [постаје] Сабазије. Они су такође називали места посвећена њему и његовим Баханткињама „саби“ ... Демостен их помиње у говору „у име Ктесифона“. По неким изворима Саби је термин за оне који су посвећени Сабазију, то јест Дионису, као што се и онај посвећен Баху назива Бахи. По тим изворима Сабазије и Дионис су једно исто. Исто тако се тврди да Грци зову Бахи Саби.“‍:209f
Култ Сабазија је исто тако повезан са култом Хроноса, Сатурна и првобитно Јупитера. Припадајући симболи соларног и пољопривредног божанства (бога жетве) су тирс, срп (нарочито у хетитском тумачењу), јечам. Божанско пиће пиво, према наводима Амијана за време Валенса (родом из Цибеле) звано је сабијум.
Према савременим научницима ниједан храм посвећен Сабазију, богу јахачу није пронађен. Мале заветне руке, обично од бакра или бронзе, често су повезане са култом Сабазија. Многи од ових руку имају малу перфорацију у основи што сугерише да су можда биле везане на дрвене мотке и ношене у процесијама. Симболика ових објеката није позната.